# Клименко, Владислав Сергеевич
Владисла́в Серге́евич Климе́нко (укр. Владислав Сергійович Клименко; 19 июня 1994, Одесса) — украинский футболист, полузащитник львовских «Карпат».

## Биография
Владислав Клименко родился 19 июня 1994 года. Футбольную карьеру начинал в одесской ДЮСШ-11, где занимался с 2007 по 2011 год. Профессиональную карьеру начал в южненском клубе «Реал Фарма». За эту команду дебютировал 8 октября 2011 в ничейном (0:0) выездном матче 12-го тура группы «А» Второй лиги Украины против черкасского «Славутича». Владислав вышел на поле в стартовом составе и отыграл весь поединок. В тот сезон Клименко во второй лиге отыграл 13 матчей.
В преддверии начала сезона 2012/13 решил попробовать свои силы в криворожском «Кривбассе», однако добыть в борьбе места в основном составе криворожского клуба ему не удалось. За «Кривбасс» в молодёжных первенствах чемпионата Украины отыграл 12 матчей.
Поэтому в сезоне 2013/14 снова оказался в клубе «Реал Фарма». 14 июля 2013 года повторно дебютировал в составе овидиопольского клуба, в проигранном (0:2) домашнем поединке 1-го тура Второй лиги Украины против комсомольского «Горняка-Спорта». Владислав вышел на поле в стартовом составе, но на 53-й минуте его заменил Вячеслав Шаенко. В том сезоне в футболке овидиопольского клуба в чемпионатах Украины отыграл 21 поединок.
В 2014 году перешел в стрыйскую «Скалу». За новую команду дебютировал 26 июля 2014 года в победном (1:0) домашнем поединке 1-го тура Второй лиги Украины против «Черкасского Днепра». Клименко вышел на поле в стартовом составе и отыграл весь поединок. Дебютным голом в футболке «Скалы» отметился 2 августа 2014 на 87-й минуте проигранного (1:2) выездного поединка 2-го тура Второй лиги Украины против «Реал Фарма». Владислав вышел на поле в стартовом составе и отыграл весь поединок. В стрыйской команде Владислав стал ключевым игроком, а затем и стал капитаном команды. Во время зимней паузы в чемпионате Украины сезона 2016/17 у стрыйской команды возникли финансовые затруднения, поэтому все игроки основного состава получили статус свободных агентов, в том числе Владислав Клименко.
В середине января 2017 года этим воспользовался петровский «Ингулец» и подписал контракт с Владиславом. 28 декабря 2019 года СМИ сообщили что Клименко перейдёт в одесский «Черноморец». После перехода в новый клуб был выбран капитаном команды. Всего за одесситов провёл 20 матчей в Первой лиге Украины и отличился одним забить мячом.
Сезон 2021/22 начал в «Мариуполе», проведя за приазовцев 6 игр, но в ходе чемпионата вернулся в «Ингулец».
В июле 2023 года на правах свободного агента подписал контракт с львовскими «Карпатами».